# Synagoga w Leszniowie
Synagoga w Leszniowie – nieistniejąca, murowana bożnica w Leszniowie. Budynek wzniesiono ok. 1677 roku, a zniszczono podczas II wojny światowej.

## Historia
Historia społeczności żydowskiej w Leszniowie sięga XVII wieku, gdy w 1627 roku założyciel miasteczka, Maciej Leśniowski, nadał kilkunastu rodzinom żydowskim prawo do osiedlenia się. Pierwsza, zapewne drewniana synagoga uległa zniszczeniu podczas powstania Chmielnickiego. Murowaną synagogę wzniesiono tu ok. 1677 roku.
W 1889 roku bożnicę poddano lekkim naprawom, ale ubogiej gminy nie było stać na większy remont, przez co będący w złym stanie budynek wykorzystywano jedynie podczas ważniejszych świąt. Dzięki subwencji pozyskanej dzięki wsparciu polskich konserwatorów, udało się później poprawić stan bożnicy.
Synagoga ucierpiała podczas I wojny światowej. W 1933 roku wpisano ją do rejestru zabytków województwa lwowskiego, a następnie poddano remontowi.
Bożnicę zniszczono podczas II wojny światowej, a jej pozostałości rozebrano na przełomie lat 50. i 60. XX wieku.

## Architektura
Synagoga była symetrycznym, murowanym budynkiem z salą główną na planie prawie idealnego kwadratu o wymiarach zewnętrznych 15,65 x 15 m, przykrytą dwukorytowym dachem pogrążonym. Ściany zwieńczał gzyms, nad którym znajdowała się wysoka attyka grzebieniowa, nad wschodnią i zachodnią ścianą o falistym obrysie dopasowanym do kształtu dachu. Półkoliście przesklepione okna zostały umieszczone wysoko, po trzy w każdej ze ścian sali głównej. Do sali z trzech stron przylegały niskie pomieszczenia, z czego zapewne zachodnie mieściło sień, a pozostałe babińce. 
Wewnątrz sali głównej znajdywały się cztery filary o przekroju kwadratu, które rozdzielały strop na dziewięć równych pól. Słupy te zwieńczone były pseudotoskańskimi głowicami, które łączyły się gurtami z naściennymi pilastrami. Pola zostały wypełnione starannie wykonanymi sklepieniami krzyżowymi.